# Rhys ap Thomas

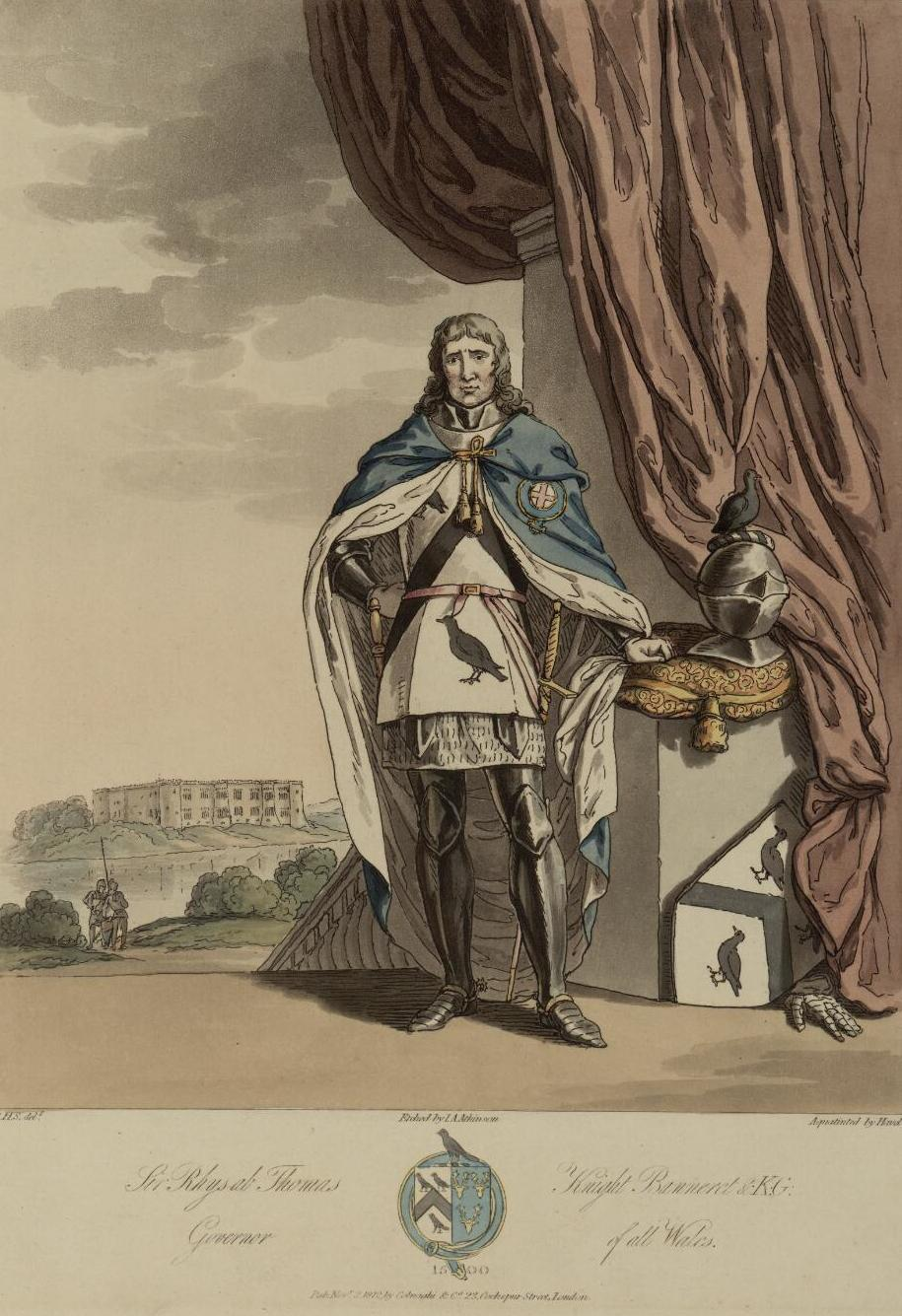
Bức chân dung tưởng tượng của thế kỷ 19 về Rhys ap Thomas của John Augustus Atkinson

Rhys ap Thomas KG (1449–1525) là một sĩ quan và địa chủ xứ Wales, người trở nên nổi tiếng trong Chiến tranh Hoa hồng, và là nhân vật quan trọng trong chiến thắng của Henry Tudor trong Trận Bosworth. Ông vẫn là một người ủng hộ trung thành của Henry và được thưởng đất đai và chức thống lĩnh ở phía nam xứ Wales. Một số nguồn tin cho rằng ông đã đích thân giáng đòn chí mạng vào Vua Richard III tại Bosworth bằng cây rìu chiến của mình.